# Эйстейн I Магнуссон
Эйстейн I Магнуссон (норв. Øystein I Magnusson, около 1088 — 29 августа 1123) — король Норвегии с 1103 по 1123 год, один из главных героев «Саги о сыновьях Магнуса Голоногого» в составе «Круга Земного».
Эйстейн был старшим сыном короля Магнуса III, рождённым от неизвестной наложницы низкого происхождения. Так как законных детей у Магнуса не было, после его гибели в Ирландии в 1103 году соправителями Норвегии формально стали Эйстейн и два его младших брата, Сигурд I Крестоносец и Олаф Магнуссон. Олаф умер в 1115 году, не достигнув совершеннолетия, а Эйстейн и Сигурд оставались соправителями до смерти Эйстейна в 1123 году, после чего Сигурд остался единоличным правителем Норвегии.
С 1107 по 1110 год Сигурд принимал участие в крестовом походе, и Эйстейн был фактически единоличным правителем страны. Хотя его отношения с Сигурдом были довольно напряжёнными, им удалось избежать открытого конфликта. Эйстейн в значительной степени ответствен за экономическое и культурное развитие Норвегии в начале XII века. При нём были построены несколько церквей, основано аббатство Мункелив в Бергене. Он завоевал для Норвегии историческую область Емтланд в северной Швеции, согласно «Кругу Земному» Снорри Стурлусона; Емтланд оставался в составе Норвегии до 1645 года.
Эйстейн был женат на Ингеборге Гуттормсдоттер. У них была единственная дочь, Мария, мать претендента на престол во время гражданской войны Олава Несчастливого, провозглашённого королём в 1166 году, но затем свергнутого и вынужденного бежать из страны.